# Bone Crusher

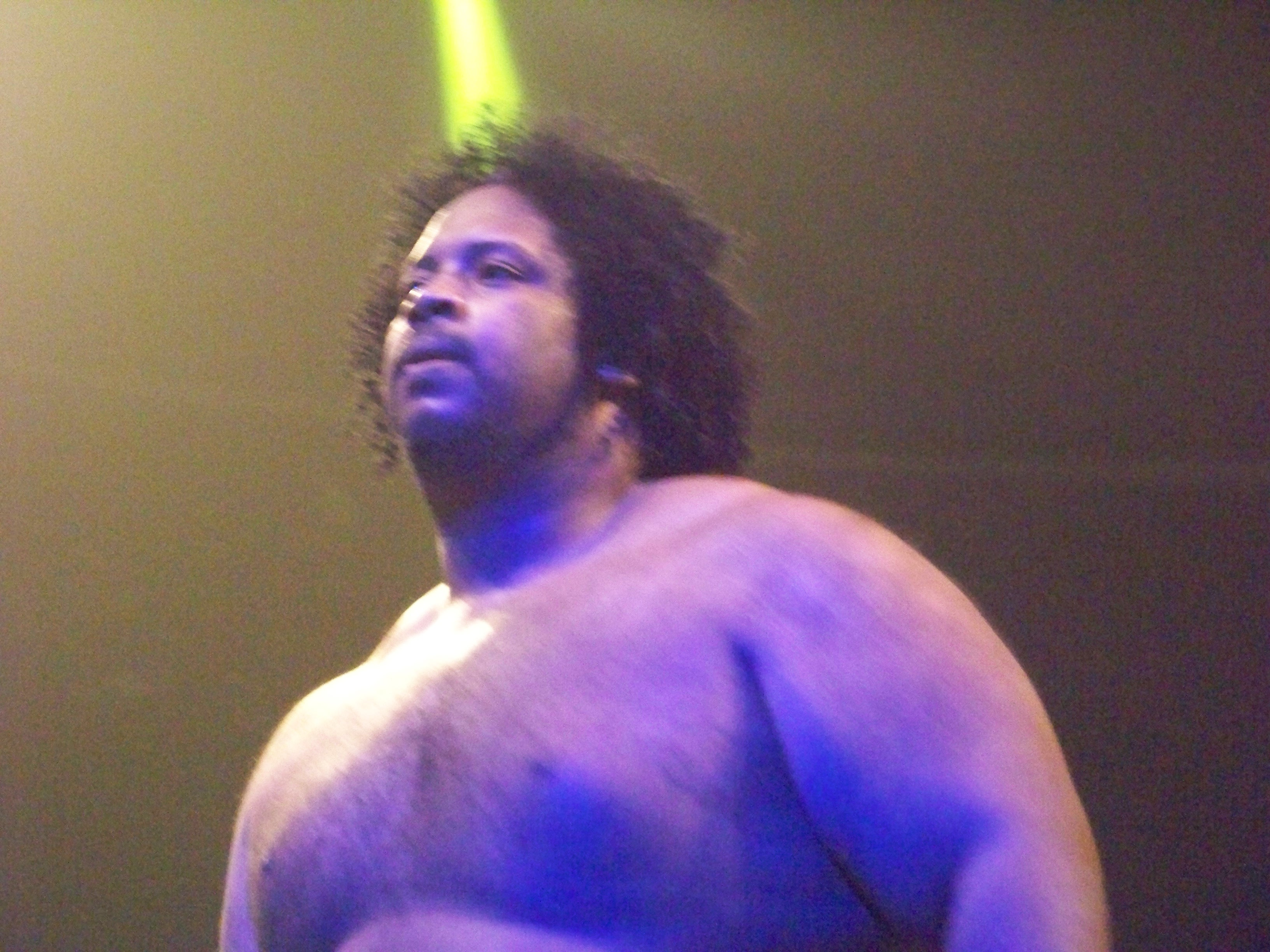
Bone Crusher, 2008

Bone Crusher (eigentlich Wayne Hardnett; * 23. August 1971 in Atlanta, Georgia) ist ein US-amerikanischer Dirty-South-Rapper und Hip-Hop-Produzent. Er bedient das Subgenre Crunk und lässt in seine Musik Aspekte aus der Rockmusik einfließen.

## Karriere
Seine musikalische Karriere startete Bone Crusher als Mitglied der Formation Lyrical Giants. Diese formierte sich zu Beginn der 1990er Jahre und besteht neben Crusher aus den Rappern Baby B und Bizar. 1992 erhielten die Lyrical Giants ihren ersten Vertrag bei Erick Sermon. Dieser hatte einen Auftritt der Hip-Hop-Formation im Oxygen-Club in Atlanta gesehen und sich anschließend mit den Mitgliedern getroffen. Nachdem die Giants einige Songs vorgespielt hatten, konnten sie den Vertrag bei dem Label Def Squad unterschreiben.
Bone Crusher hatte bereits früh Kontakte zu Hip-Hop-Musikern, die heute eine große Bekanntheit haben. So arbeitete er zum Beispiel mit Lil Jon, den Youngbloodz, Mariah Carey und Clipse zusammen. 1994 absolvierte Bone Crusher seine ersten bezahlten Auftritte als Support von Too $hort.
2003 veröffentlichte Crusher sein erstes Soloalbum AttenCHUN!. Das Album erschien über die Labels Arista Records und So So Def und wurde von Jermaine Dupri produziert. Auf dem Album befinden sich außerdem Features von Goodie Mob, T.I., Dru, David Banner, Killer Mike, Jermaine Dupri und Lil Jon. Als Single wurde der Song Never Scared ausgekoppelt. Diese konnte Platz 4 der Billboard Hot 100 erreichen. In einem Interview erklärte Bone Crusher, dass er AttenCHUN! innerhalb von zwei Wochen aufgenommen hat.
Mittlerweile besitzt Bone Crusher ein eigenes Label, welches Vainglorious Entertainment heißt. Dieses leitet er mit seiner Ehefrau Aneesah Bray.

## Diskografie
Alben:
- 2003: AttenCHUN!
- 2006: Release of the Beast
- 2007: Free